# 눈밭쥐속
눈밭쥐속(Chionomys)은 쥐상과 비단털쥐과에 속하는 설치류 속의 하나이다. 3종을 포함하고 있다.

## 특징
작은 설치류로 꼬리 길이 50~108mm를 제외한 몸길이가 90~156mm이고 몸무게는 최대 78g이다. 밭쥐의 전형적인 특징을 갖고 있다. 일반적인 몸 색깔은 밝은 회색부터 짙은 갈색까지 다양하다. 눈은 작고 귀는 크기가 다양하다. 귀는 가늘고 길다.

## 분포
서유럽부터 캅카스 지역까지 구북구의 산악 지역에 널리 분포한다.

## 하위 종
3종이 알려져 있다.
- 캅카스눈밭쥐 (C. gud)
- 유럽눈밭쥐  (C. nivalis)
- 로버트눈밭쥐 (C. roberti)